# Резолюция Совета Безопасности ООН 1498
Резолюция Совета Безопасности ООН 1498 — резолюция, принятая 4 августа 2003 года, по результатам резолюций 1464 (2003) и 1479 (2003) о ситуации в Кот-д’Ивуаре (Кот-д’Ивуар). Совет возобновил разрешение, предоставленное Экономическому сообществу западноафриканских государств и французским войскам, действующим в стране, для оказания помощи в достижении мира, ещё на шесть месяцев.

## Содержание
Совет Безопасности подтвердил суверенитет, территориальную целостность и независимость Кот-д’Ивуара, а также принципы добрососедства, невмешательства и сотрудничества. Важно, чтобы правительство национального примирения распространило свою власть на всю страну и чтобы была осуществлена программа разоружения, демобилизации и реинтеграции.
Резолюция продлила мандат западноафриканских и французских сил и потребовала от них отчитаться о выполнении своих мандатов. Ранее в 2003 году совет учредил Миссию Организации Объединённых Наций в Кот-д’Ивуаре.

## Голосование
| За (15) | Воздержались (0) | Против (0) |
| --- | ---------------- | ---------- |
| - Великобритания - Китай - Россия - США - Франция - Ангола - Болгария - Гвинея - Германия - Испания - Камерун - Мексика - Пакистан - Сирия - Чили |                  |            |